# Кекало, Игорь Борисович
Игорь Борисович Кекало (18 апреля 1931 г. - май 2021 г.) — советский и российский учёный-металлург, специалист в области прикладного магнетизма. Доктор технических наук, профессор кафедры физического материаловедения НИТУ "МИСиС". Почётный работник высшего профессионального образования.

## Биография
Игорь Борисович Кекало родился 18 апреля 1931 года. Получив специальность инженера-физика на кафедре физики металлов Харьковского политехнического института и проработав два года на заводе, всю свою дальнейшую творческую деятельность И.Б. Кекало связал с МИСиС, в котором трудился с 1958 г., пройдя путь от ассистента до профессора кафедры физического материаловедения. Умер Игорь Борисович в мае 2021 г.

## Научная и образовательная деятельность
И.Б. Кекало - специалист в области прикладного магнетизма, магнитных кристаллических и аморфных материалов, а также сплавов с особыми функциональными свойствами.Наиболее значимые научные работы сделаны в области экспериментального и теоретического исследования закономерностей магнитно-механического внутреннего трения и других магнитоупругих явлений (ΔЕ-и ΔIσ-эффекты) в ферромагнетиках. И.Б. Кекало, в частности, впервые обнаружил и подробно изучил явление магнитоупругого последействия в твердых растворах внедрения. Является авторитетным специалистом в области аморфных магнитных материалов, создателем научного направления в НИТУ "МИСиС" по этой проблематике. Он автор более 250 публикаций в отечественных и зарубежных изданиях.
Автор 20 учебников и учебных пособий по общим и специальным курсам. Написанные И.Б. Кекало учебники «Физическое металловедение прецизионных сплавов» (совместно с Б.А. Самариным) и «Атомная структура аморфных сплавов и ее эволюция» широко используются при подготовке специалистов соответствующих профилей не только в НИТУ «МИСиС», но и в других технических вузах России.
Под руководством И.Б. Кекало закончили аспирантуру НИТУ «МИСиС» и защитили кандидатские диссертации 20 соискателей, причем пять из них – иностранцы, более 50 студентов-металлофизиков защитили дипломные работы.

## Наиболее значимые публикации
- Кекало И.Б. Магнитоупругие явления. Итоги науки и техники. Металловедение и термическая обработка// М.: ВИНИТИТИ. 1973, т. 7, с. 5 - 88.
- Кекало И.Б., Новиков В.Ю. Магнитномягкие сплавы (кристаллические и аморфные). Итоги науки и техники. Металловедение и термическая обработка// М.: ВИНИТИТИ. 1984. т. 18 с. 3 - 56.
- Kekalo I.B. High-Damping Alloys. The Encyclopedia of Advanced Materials// Oxford e.a.: Pergamon press. 1994. p. 986 - 991
- Кекало И.Б. Аморфные, нано- и микрокристалические сплавы. Энциклопедия "Машиностроение" // М.: Машиностроение. Раздел II. Материалы в машиностроении. Том II - 2. с. 380 - 390.
- Кекало И.Б. Столяров В.Л. Теоретическое исследование закономерностей магнитоупругого затухания колебаний в ферромагнетиках. Проблемы прочности // 1970. № 5. с. 63 - 68; 1970, № 6. с. 54 - 60.
- Кекало И.Б. Введенский В.Ю. Теоретический анализ влияния магнитной анизотропии на временной спад начальной проницаемости в аморфных сплавах, обусловленной направленным упорядочением. Физика металлов и металловедение // 1997. т. 83 № 4. с. 41 - 50.

## Основная учебная литература
- Кекало И.Б., Столяров В.Л. Физические свойства металлов и сплавов. Раздел: внутреннее трение металлов и сплавов (курс лекций). - М.: МИСиС. 1976. - 111 с.
- Кекало И.Б. Столяров В.Л. Физические основы магнетизма металлов и славов (курс лекций). - М.: МИСиС. 1977. - 134 с.
- Кекало И.Б. Теоретические основы формирования магнитных свойств магнитномягких материалов (курс лекций). - М.: МИСиС. 1982. - 125 с.
- Кекало И.Б., Самарин Б.А. Физическое металловедение прецезионных сплавов. Сплавы с особыми магнитными свойствами: Учебник для вузов. - М.: Металлургия. 1989. - 496 с.
- Кекало И.Б. Нанокристаллические магнитномягкие материалы (курс лекций) - М.: МИСиС. 2000. - 226 с.
- Кекало И.Б., Менушенков В.П. Быстрозакаленные магнитнотвердые материалы системы Nd-Fe-B. - М.: МИСиС. 2000. - 117 с.
- Кекало И.Б., Введенский В.Ю., Нуждин Г.А. Микрокристаллические магнитномягкие материалы (курс лекций). - М.: МИСиС. 1999. - 166 с.
- Кекало И.Б. Аморфные магнитные материалы (курс лекций) Часть I. - М.: 2001. - 276 с.
- Кекало И.Б. Аморфные магнитные материалы (курс лекций) Часть II. - М.: 2002. - 172 с.
- Кекало И.Б. Атомная структура аморфных сплавов и ее эволюция (учебное пособие для студентов). - М.: Изд. "Учеба". 2006. - 34 с.
- Кекало И.Б., Шуваева Е.А. Аморфные, нано- и микрокристаллические магнитные материалы. Лабораторный практикум. - М.: Изд. Дом МИСиС. 2008. - 248 с.